# Distrito de Linz
Linz-Land (Bezirk Linz-Land) es un Distrito en el estado de la
Alta Austria, en Austria.

## Localidades con población (año 2018)
- Allhaming 1174
- Ansfelden 16 194
- Asten 6613
- Eggendorf im Traunkreis 944
- Enns 11 937
- Hargelsberg 1371
- Hofkirchen im Traunkreis 1899
- Hörsching 6062
- Kematen an der Krems 2790
- Kirchberg-Thening 2364
- Kronstorf 3389
- Leonding 28 698
- Neuhofen an der Krems 6269
- Niederneukirchen 2073
- Oftering 2076
- Pasching 7552
- Piberbach 1902
- Pucking 3904
- Sankt Marien 4769
- St. Florian 6176
- Traun 24 477
- Wilhering 5911

## Municipios
Las ciudades (Städte) se indican en negrita; las comunas con mercado (Marktgemeinden) en cursiva; y las pedanías, aldeas y demás  subdivisiones de un municipio se indican en caracteres reducidos.
- Allhaming
- Ansfelden
- Asten
- Eggendorf im Traunkreis
- Enns
- Hargelsberg
- Hofkirchen im Traunkreis
- Hörsching
- Kematen an der Krems
- Kirchberg-Thening
- Kronstorf
- Leonding
- Neuhofen an der Krems
- Niederneukirchen
- Oftering
- Pasching
- Piberbach
- Pucking
- Sankt Florian
- Sankt Marien
- Traun
- Wilhering